# Coppa Svizzera 2022-2023 (pallacanestro)
La Coppa Svizzera di pallacanestro maschile 2022-2023, denominata Patrick Baumann Swiss Cup 2022-2023, è il torneo nazionale ad eliminazione diretta delle società iscritte alla Federazione Svizzera.

## Primo turno
Dal 23 settembre al 5 ottobre 2022
| Squadra 1           | Risultato | Squadra 2            |
| ------------------- | --------- | -------------------- |
| Veyrier-Salève      | 72-106    | Bernex Basket        |
| BBC Collombey-Muraz | 53-58     | Bern Giants          |
| Frauenfeld          | 39-84     | Winterthur           |
| Hérens Sion         | 61-69     | Union Lavaux Riviera |
| BC Alte Kanti Aarau | 67-85     | BC Divac             |
| Eagles              | 56-98     | CNBS                 |
| Versoix             | 56-88     | Saint-Jean Vernier   |
| Solothurn           | 70-77     | Goldc. Wallabies     |
| Rapid Bienne        | 80-71     | Allschwil            |
| Opfikon Basket      | 70-71     | Bären Kleinbasel     |
| SC Uni Basel        | 76-51     | Baden Basket 54      |
| Martigny Basket     | 38-90     | Villars Basket       |
| Marly Basket        | 36-112    | Sarine Basket        |
| DDV-Lugano          | 67-96     | SAV Vacallo          |
| Viganello Caimans   | 49-87     | Arlesheim            |
| USY Bisons          | 70-101    | Meyrin Basket        |
| Blonay Basket       | 45-89     | P. Lausanne Foxes    |
| ES Vernier          | 75-62     | Chêne Basket         |

## Sedicesimi di finale
Dal 24 ottobre al 6 novembre 2022
| Squadra 1          | Risultato | Squadra 2            |
| ------------------ | --------- | -------------------- |
| SAV Vacallo        | 67-102    | Lugano Tigers        |
| Goldc. Wallabies   | 56-104    | SAM Massagno         |
| Rapid Bienne       | 48-93     | Starwings            |
| GC Zurich Wildcats | 61-90     | Swiss Central        |
| Winterthur         | 77-99     | Boncourt             |
| Arlesheim          | 75-70     | BC Divac             |
| SC Uni Basel       | 82-87     | BC Bären Kleinbasel  |
| Saint-Jean Vernier | 52-96     | Lions de Genève      |
| Bernex Basket      | 51-91     | BBC Nyon             |
| CNBS               | 55-93     | Vevey Riviera        |
| P. Lausanne Foxes  | 41-74     | Neuchâtel            |
| Morges-Saint-Prex  | 57-82     | BBC Monthey          |
| ES Vernier         | 76-86     | Meyrin Basket        |
| Sarine Basket      | 54-77     | Union Lavaux Riviera |
| Bern Giants        | 47-77     | Villars Basket       |

## Ottavi di finale
Dal 30 novembre al 18 dicembre 2022
| Squadra 1            | Risultato | Squadra 2        |
| -------------------- | --------- | ---------------- |
| BC Bären Kleinbasel  | 58-131    | SAM Massagno     |
| Union Lavaux Riviera | 42-101    | Lugano Tigers    |
| Arlesheim            | 56-105    | Neuchâtel        |
| Vevey Riviera        | 71-51     | Swiss Central    |
| Boncourt             | 60-104    | Fribourg Olympic |
| Villars Basket       | 54-106    | BBC Monthey      |
| Starwings            | 69-55     | BBC Nyon         |
| Meyrin Basket        | 51-107    | Lions de Genève  |

## Quarti di finale
14 gennaio 2023
| Squadra 1       | Risultato | Squadra 2        |
| --------------- | --------- | ---------------- |
| Lions de Genève | 53-77     | Fribourg Olympic |
| BBC Monthey     | 77-68     | Neuchâtel        |
| Starwings       | 68-82     | SAM Massagno     |
| Vevey Riviera   | 85-78     | Lugano Tigers    |

## Semifinali
|  | Semifinali       | Semifinali       | Semifinali   |              |                  | Finale           | Finale | Finale |  |
|  |                  |                  |              |              |                  |                  |        |        |  |
|  | BBC Monthey      | BBC Monthey      | 82           |              |                  |                  |        |        |  |
|  | BBC Monthey      | BBC Monthey      | 82           |              |                  |                  |        |        |  |
|  | Fribourg Olympic | Fribourg Olympic | 85           |              |                  |                  |        |        |  |
|  | Fribourg Olympic | Fribourg Olympic | 85           |              | Fribourg Olympic | Fribourg Olympic | 86     |        |  |
|  |                  |                  |              |              | Fribourg Olympic | Fribourg Olympic | 86     |        |  |
|  |                  |                  | SAM Massagno | SAM Massagno | 76               |                  |        |        |  |
|  | Vevey Riviera    | Vevey Riviera    | SAM Massagno | SAM Massagno | 76               | 50               |        |        |  |
|  | Vevey Riviera    | Vevey Riviera    |              |              |                  |                  |        |        |  |
|  | SAM Massagno     | SAM Massagno     | 75           |              |                  |                  |        |        |  |

### Semifinali
| Arbitri: | Markos Michaelides Davide Balletta Fabiano Vitalini |

|                                      |            |                                         |
| Chandler 29 Humphrey 11 Langford 10  | Punti      | 21 Mbala 14 Jordan, N. Jurkovitz, Milon |
| Humphrey, Langford, Lottie, Eberle 3 | Assist     | 5 Jordan                                |
| Chandler 7                           | Rimbalzi   | 7 Cotture                               |
| Patrick Pembele                      | Allenatori | Petar Aleksić                           |

| Arbitri: | Slobodan Novakovic Bosko Stojcev Kenny Jeanmonod |

|                                                               |            |                                      |
| M. Johnson 15 M. Williams 10 T. Johnson e Cabral Dos Santos 6 | Punti      | 31 Bogues 10 I. Williams 7 M. Mlađan |
| M. Johnson 8                                                  | Assist     | 4 I. Williams                        |
| T. Johnson 12                                                 | Rimbalzi   | 7 Andjelkovic                        |
| Nikša Bavčević                                                | Allenatori | Robbi Gubitosa                       |

### Finale
| Arbitri: | Markos Michaelides Slobodan Novakovic Bosko Stojcev |

| |            | |
| Mbala 18 Jordan 17 Ballard 17 | Punti      | 25 M. Mlađan 17 Bogues 8 Williams |
| Jordan 6 | Assist     | 4 Williams |
| Ballard 13 | Rimbalzi   | 11 Williams |
| 21 Solcà, 24 Kovac, 99 N. Jurkovitz, 18 Ballard, 20 Cotture 2 Jordan, 0 Mbala, 8 Milon, 14 N. Aleksic, 12 Sangwa, 22 Leyrolles, 4 Janković | Formazioni | 5 Martino, 0 D. Mlađan, 1 Williams, 7 M. Mlađan, 53 Galloway 4 Bogues, 77 Stevanović, 22 Andjelkovic, 12 Zoccoletti, 9 Koludrovic, 23 Veri, 44 James |
| Petar Aleksić | Allenatori | Robbi Gubitosa |

| Patrick Baumann Swiss Cup 2022-2023 |
| ----------------------------------- |
| Fribourg Olympic 11º titolo         |